# 川越市立大東東小学校
川越市立大東東小学校（かわごえしりつ だいとうひがししょうがっこう）は、埼玉県川越市豊田本にある公立小学校。

## 沿革
- 明治6年11月7日 - 豊田小学校及び武塚小学校が設置される
- 明治19年4月1日 - 豊田村と武塚村が廃止。育英尋常小学校設置。
- 明治22年4月1日 - 町村割実施により大田村となる。大田尋常小学校設置。
- 明治28年10月15日 - 現在地に校舎建設
- 昭和18年11月3日 - 大田村と日東村が合併。大東村となり、東国民学校に改称。
- 昭和30年4月1日 - 大東村が川越市に編入され、川越市立大東東小学校に改称。

## 通学区域
- 南大塚
- 南大塚・白鳥
- 南大塚・白鳩
- 大塚新田
- 寿町1丁目
- 寿町2丁目
- 豊田本1丁目　豊田本2丁目　豊田本3丁目　豊田本4丁目
- 池辺
- 豊田町北
- 豊田町南